# Ioan Bărbuș
Ioan Bărbuș (n. 20 ianuarie 1918, Seini – d. 7 mai 2001) a fost un senator român în legislatura 1992-1996 din partea PNȚCD, înlocuindu-l pe 21 noiembrie 1995 pe Corneliu Coposu.

## Legături externe
- Ioan Bărbuș Arhivat în 19 august 2016, la Wayback Machine. la cdep.ro